# Секст Титий
Секст Титий (на латински: Sextus Titius) е политик на Римската република през началото на 1 век пр.н.е. Произлиза от род Титии. Цицерон го определя като добър оратор.
През 100 пр.н.е. Секст Титий е избран за народен трибун за 99 пр.н.е. На 10 декември 100 пр.н.е. другите двама избрани народни трибуни Луций Апулей Сатурнин, Луций Еквиций и Главция, кандидатът за консул, са убити от сенатори, които хвърлят керимиди от покрива на Курия Хостилия по тях и привържениците им. Той иска да продължи политиката на Луций Апулей Сатурнин и Главция, но е спрян от консула Марк Антоний Оратор.